# David Morse

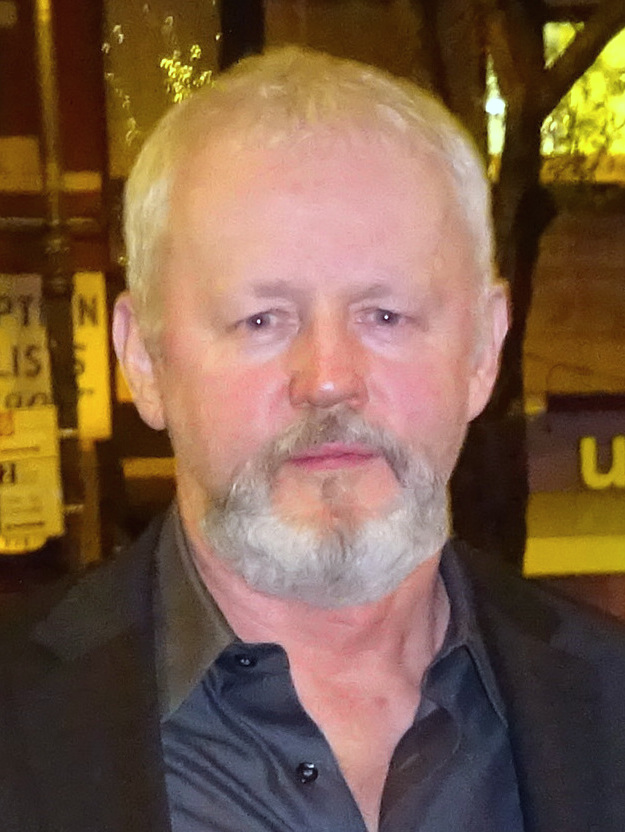
David Morse (2015)

David Bowditch Morse (* 11. Oktober 1953 in Hamilton, Massachusetts) ist ein US-amerikanischer Schauspieler.

## Leben
Morse begann seine Laufbahn am Theater. Zwischen 1971 und 1977 trat er in über dreißig Bühnenproduktionen auf, in den späteren 1970er Jahren am renommierten Circle Repertory Theatre in New York City. Mit einer Rolle in Richard Donners Max’s Bar 1980 begann seine Kinokarriere, die jedoch erst in den späten 1990er Jahren mit Engagements in Filmen wie 12 Monkeys (1995), The Rock (1996), Contact (1997), Verhandlungssache (1998) und The Green Mile (1999) ihren Durchbruch fand.
2002 wurde Morse für seine Rolle in dem taiwanischen Film Double Vision mit dem Golden Horse Award in der Kategorie „Bester Nebendarsteller“ ausgezeichnet. Es war das erste Mal, dass ein englischsprachiger Schauspieler für diesen Filmpreis nominiert wurde. Seine Hauptrolle in Martin Donovans Tragikomödie Collaborator brachte ihm 2011 den Darstellerpreis des Internationalen Filmfestivals Karlovy Vary ein.
Morse ist seit 1982 mit seiner Schauspielkollegin Susan Wheeler Duff verheiratet und hat eine Tochter und Zwillingssöhne.

## Filmografie (Auswahl)
- 1980: Max’s Bar (Inside Moves)
- 1981: Our Family Business
- 1983: Max Dugans Moneten (Max Dugan Returns)
- 1983: Sein Freund, der Roboter (Prototype)
- 1984: Das Gelübde zerbricht (Shattered Vows)
- 1985: When Dreams Come True
- 1987: Personal Foul
- 1987: Am Rande der Hölle (Six Against The Rock)
- 1987: Mord auf Bestellung (Downpayment on Murder)
- 1988: A Place at the Table
- 1988: Winnie
- 1989: Geheimbund der Rose (Brotherhood of the Rose)
- 1989: Vom Haß besessen (Cross of Fire)
- 1990: 24 Stunden in seiner Gewalt (Desperate Hours)
- 1991: Schrei in der Wildnis (Cry in the Wild: The Taking of Peggy Ann)
- 1991: Indian Runner (The Indian Runner)
- 1992: Drei Wege in den Tod (Two-Fisted Tales, Teil 1)
- 1992: Dead Ahead: The Exxon Valdez Disaster
- 1992: Geschichten aus der Gruft (Tales from the Crypt, Fernsehserie, Folge 4x6)
- 1993: Erdbeben in der Bucht von San Francisco (Miracle On Interstate 880)
- 1993: Das zweite Gesicht (The Good Son)
- 1994: Getaway (The Getaway)
- 1994: Magic Kid II
- 1995: The Taming Power of the Small
- 1995: Die Langoliers (The Langoliers)
- 1995: Tecumseh: The Last Warrior
- 1995: Crossing Guard – Es geschah auf offener Straße (The Crossing Guard)
- 1995: 12 Monkeys (Twelve Monkeys)
- 1996: The Rock – Fels der Entscheidung (The Rock)
- 1996: Extrem … mit allen Mitteln (Extreme Measures)
- 1996: Tödliche Weihnachten (The Long Kiss Goodnight)
- 1997: George B.
- 1997: Tödliches Geständnis (Murder Live!)
- 1997: Contact
- 1998: The Legend of Pig Eye
- 1998: Verhandlungssache (The Negotiator)
- 1999: Verrückt in Alabama (Crazy in Alabama)
- 1999: The Green Mile
- 2000: Dancer in the Dark
- 2000: Bait – Fette Beute (Bait)
- 2000: Lebenszeichen – Proof of Life (Proof of Life)
- 2001: Diary of a City Priest
- 2001: Hearts in Atlantis
- 2002: The Slaughter Rule
- 2002: Double Vision – Fünf Höllen bis zur Unsterblichkeit (Shuang tong)
- 2002–2004: Hack – Die Straßen von Philadelphia (Hack, Fernsehserie, 40 Folgen)
- 2005: Down in the Valley
- 2005: Nearing Grace
- 2005: Dreamer – Ein Traum wird wahr (Dreamer: Inspired by a True Story)
- 2006: 16 Blocks
- 2006: A.W.O.L.
- 2006: Dr. House (House, M.D., Fernsehserie)
- 2007: Hounddog
- 2007: Disturbia
- 2008: John Adams – Freiheit für Amerika (John Adams, Miniserie)
- 2008: Tödliches Kommando – The Hurt Locker (The Hurt Locker)
- 2008: Passengers
- 2008: Ein verhängnisvoller Sommer (The Mysteries of Pittsburgh)
- 2009: Empire State
- 2009: Medium – Nichts bleibt verborgen (Medium, Fernsehserie)
- 2009: Mütter und Töchter (Mother and Child)
- 2010: Mint Julep
- 2010: Shanghai
- 2010: The Pond
- 2010–2013: Treme (Fernsehserie)
- 2011: Drive Angry
- 2011: Collaborator
- 2012: Yellow
- 2012: Das wundersame Leben von Timothy Green (The Odd Life of Timothy Green)
- 2013: World War Z
- 2013: McCanick – Bis in den Tod (McCanick)
- 2013: Horns
- 2015: True Detective (Fernsehserie)
- 2015: Erschütternde Wahrheit (Concussion)
- 2016: Outsiders (Fernsehserie)
- 2017–2018: Blindspot (Fernsehserie, sechs Folgen)
- 2018: Escape at Dannemora (Miniserie, sechs Folgen)
- 2019: The Morning Show (Fernsehserie, eine Folge)
- 2021: The Virtuoso
- 2021: Die Professorin (The Chair, Fernsehserie, sechs Folgen)
- 2024: Die Gesandte des Papstes (Cabrini)
- 2025: Solange wir lügen (Fernsehserie, acht Folgen)